# Harthausen auf der Scher
Harthausen auf der Scher ist ein Ortsteil der Gemeinde Winterlingen im Zollernalbkreis in Baden-Württemberg. Der Ort liegt nordöstlich von Winterlingen.

## Geschichte
Harthausen auf der Scher gehörte zur Grafschaft Veringen.
Am 1. Januar 1975 wurde die Gemeinde nach Winterlingen eingemeindet.

## Sehenswürdigkeiten
- Pfarrkirche St. Mauritius, errichtet 1740
- 14-Nothelfer-Kapelle